# 住吉 (上田市)
住吉（すみよし）は、長野県上田市の地名。郵便番号は386-0002。

## 地理
上田市の上田地区に属する。太郎山の南麓に位置する。北は大字真田町傍陽、東は大字上野、南は大字古里、中央東、西は大字上田に隣接する。地区の南部を国道144号が南西から北東に通じ、上信越自動車道上田菅平ICに接続する。また同道に交差して国道18号上田バイパスが北西に、県道住吉上田線が西に通じる。

## 沿革
- 1875年（明治8年） - 小県郡大久保村・金剛寺村・長島村が合併して住吉村となる。
- 1889年（明治22年）4月1日 - 町村制の施行により、古里村、住吉村、上野村、上田町（旧山口・金井・蛇沢村域）の区域をもって神科村が発足。旧村域は神科村大字住吉となる。
- 1957年（昭和32年）8月1日 - 神科村が上田市に編入。上田市大字住吉となる。
- 2006年（平成18年）3月6日 - （旧）上田市・真田町・武石村と合併し、（新）上田市が発足。上田市住吉となる[5]。

## 世帯数と人口
2021年（令和3年）12月1日現在の世帯数と人口は以下の通りである。
| 町丁 | 世帯数    | 人口    |
| ---- | --------- | ------- |
| 住吉 | 2,099世帯 | 4,823人 |

## 小・中学校の学区
市立小・中学校に通う場合、学区は以下の通りとなる。
| 番地 | 小学校             | 中学校             |
| ---- | ------------------ | ------------------ |
| 全域 | 上田市立神科小学校 | 上田市立第五中学校 |

## 施設
- 上田菅平IC
- 上田市立神科小学校